# 1702 en philosophie
Chronologie de la philosophie
- 1698
- 1699
- 1700
- 1701
- 1702
- 1703
- 1704
- 1705
- 1706

L’année 1702 a été marquée, en philosophie, par les événements suivants :

## Publications
- Pierre-Daniel Huet : Recherches sur la ville de Caen et ses environs, 1702 Texte en ligne

- Antoine Legrand :  Historia hœresiarcharum a chrosto nato ad nostra usque Tempora, Douai, 1702.

- Alessandro Pascoli :  (it) Nuovo metodo per introdursi ad imitazion de' geometri con ordine, chiarezza, e brevità nelle piu sottili questioni di filosofia metafisiche, logiche, morali e fisiche, Poletti, Andrea, 1702 (lire en ligne).

## Naissances
- Giuseppa Eleonora Barbapiccola, née en 1702 et morte vers 1740 à Naples, est une philosophe, poète et traductrice, active à Naples ; elle est connue pour sa traduction en italien des Principes de la philosophie de René Descartes en 1722, et a ainsi contribué à introduire le cartésianisme en Italie.